# Spójność oprogramowania
Spójność oprogramowania – metryka kodu wskazująca stopień podobieństwa funkcji poszczególnych elementów modułu. Kod charakteryzujący się wysoką spójnością jest łatwy do utrzymywania (rozwoju), testowania, powtórnego użycia, a nawet do zrozumienia. Jako przeciwstawna jest zestawiana z zależnością oprogramowania. Obie te metryki zaproponował Larry Constantine na podstawie dobrych praktyk programowania.